# On device portal
On-Device Portal (ODP) - to nowa generacja produktów, które dostarczają treści (tekst, muzyka, video, dzwonki itd.) dla telefonów komórkowych przy użyciu specjalnego programu zainstalowanego w urządzeniu mobilnym. ODP (on-device portal) powstał w wyniku ewolucji technologii WAP, zapewniając o wiele bardziej wygodny i funkcjonalny interfejs użytkownika, udostępniając nowe możliwości przeglądania treści oraz ich zakupu.